# Neon
A neon kémiai elem, nemesgáz. Rendszáma 10, vegyjele Ne. Vegyértékelektron-szerkezete 2s22p6. Standard körülmények között színtelen és szagtalan, íztelen, egyatomos gáz. 1898-ban a levegő cseppfolyósításával állították először elő, a kriptonnal és a xenonnal együtt; miután a száraz levegőből eltávolították a nitrogént, az oxigént, az argont és a szén-dioxidot. E három maradék nemesgáz közül a neont fedezték fel másodiknak, és világos vörös emissziós spektrumáról azonnal felismerték, hogy új elemről van szó. Neve görög eredetű, jelentése új. Felfedezői: Sir William Ramsay és M. W. Travers.
Az elemek kozmikus nukleoszintézise során, a csillagokban nagy mennyiségű neon épül fel az alfa-befogás fúzió folyamatban. Bár a neon nagyon gyakori elem az univerzumban és a Naprendszerben (az ötödik leggyakoribb a hidrogén, a hélium, az oxigén és szén után), a Földön nagyon ritka. A levegőbeli térfogataránya 18,2 ppm (körülbelül ugyanennyi a móltörtje is), illetve kisebb mennyiségben a földkéregben is megtalálható. A neon viszonylagos hiányának oka a Földön és a belső (föld típusú) bolygókon, hogy a neon nem képez szilárd vegyületeket, és nagyon illékony; így a korai Naprendszerben újonnan kigyúlt Nap melege miatt elillant a bolygók képződése előtti törmelékről (planetezimálokról). Még a Jupiter atmoszférája is valamelyest kimerült neonban, feltehetőleg ugyanezen ok miatt.
A neon egyedi vöröses-narancs színben izzik a kisfeszültségű neonlámpákban, illetve a nagyfeszültségű kisülési csövekben és neon reklámtáblákban. A neon vörösemissziós vonala felel a jól ismert hélium–neon lézerek piros fényéért. A neont felhasználják plazmacsövekben és hűtőberendezésekben, de ezen kívül csak néhány kereskedelmi felhasználása létezik. Az iparban cseppfolyós levegő frakcionált desztillációjával állítják elő. Jóval drágább, mint a hélium, mert a levegő az egyetlen elérhető forrása.

## Története

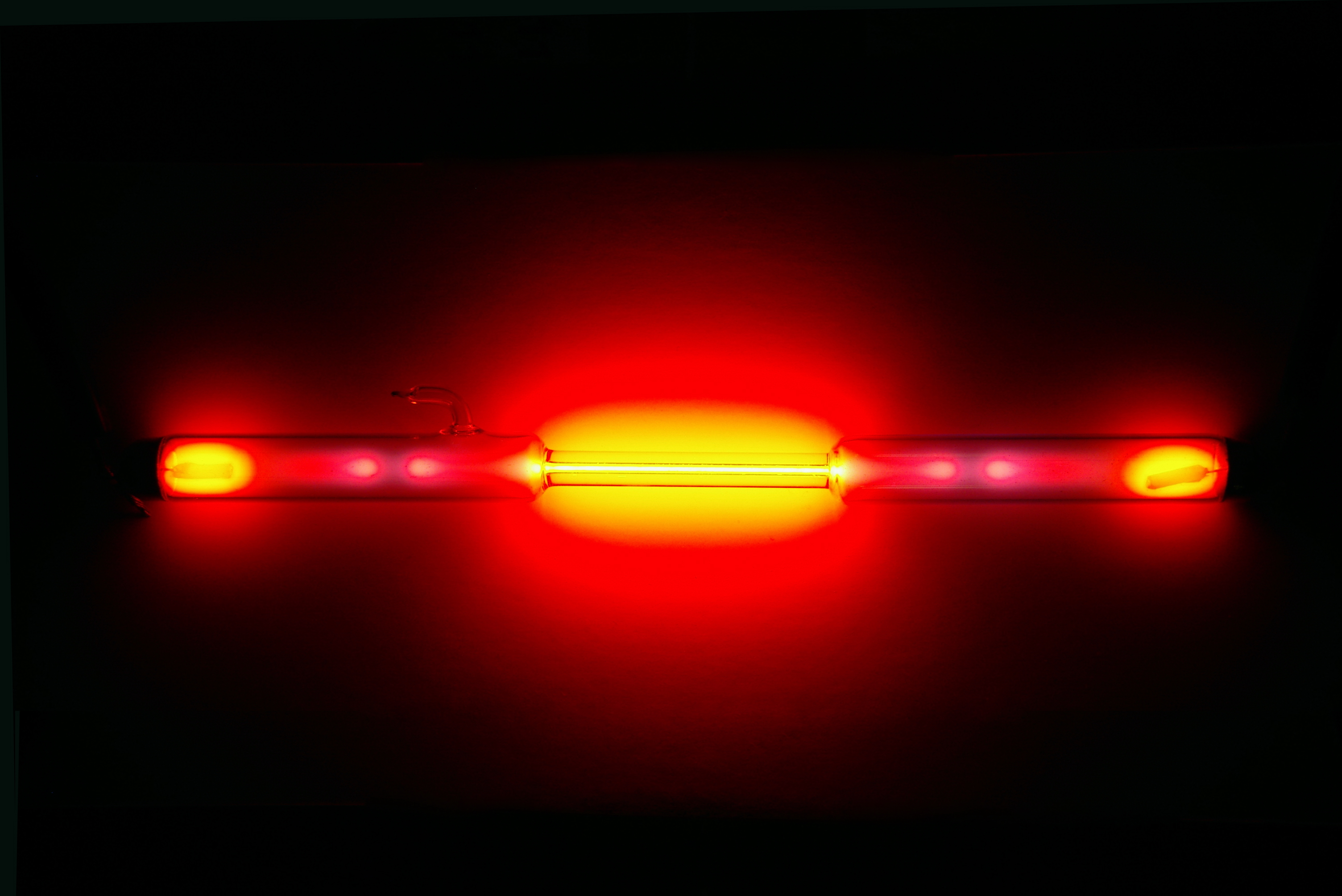
Neon gázkisüléses-csőben; ez az úgynevezett neonfény

A neont (görög νέον (neon) jelentése: új) 1898-ban fedezte fel Londonban két brit kémikus, Sir William Ramsay (1852-1916) és Morris W. Travers (1872-1961). A neont akkor fedezték fel, amikor Ramsay addig hűtött egy mintányi levegőt, míg az folyékonnyá nem vált; majd felmelegítette azt, és felfogta az elpárolgó gázokat. A nitrogén-, oxigén- és argongázt azonosították; de a fennmaradó gázokat 1898 május végén, hat hét leforgása alatt izolálták, durván az előfordulásuk sorrendjében. Az első azonosított a kripton volt. Miután a kriptont már eltávolították, a következő gáz kisülése ragyogó piros fényű volt. Ezt a gáz júniusban azonosították, és Ramsay fiának javaslata alapján, a görög analógia, a Novum (új) után neonnak nevezték el. A jellegzetes vörös-narancs fény, amelyet a gáz halmazállapotú neon elektromos gerjesztés hatására bocsátott ki, azonnal megfigyelhető volt. Travers később ezt írta: „a csőből származó karmazsinvörös fény lángjai elmesélték a saját történetüket, és olyan látvány volt, amelyen elidőztem, és sosem felejtek el.” Végül ugyanez a csapat júliusban, azonos eljárással felfedezte a xenont.
A neon szűkössége kizárta az azonnali világítástechnikai alkalmazását az 1900-as évek elején kereskedelmi forgalomba kerülő Moore-csövekben, amelyek nitrogént használtak. 1902 után Georges Claude cége, a levegő cseppfolyósításával üzletelő Air Liquide ipari mennyiségű neont állított elő a cseppfolyósítás melléktermékeként. 1910 decemberében Claude bemutatta a modern neonvilágítást, amely csőbe zárt neonon alapult. Claude megpróbálta elérni, hogy a neoncsöveket beltéri világításra használják, annak intenzitása miatt, de ez nem sikerült, mert a lakástulajdonosok a színe miatt elutasították a neon fényforrást. Végül 1912-ben Claude munkatársa elkezdte forgalmazni a neon kisülési csöveket mint reklámtáblákat, ahol azok pillanatok alatt sikeresebbé váltak, mint a korábbiak. A neoncsövek 1923-ban jelentek meg az Egyesült Államokban, amikor a Los Angeles Packard autókereskedő két hatalmas reklámtáblát vásárolt. Az izzás és a lenyűgöző piros szín teljesen egyedivé tette a fényreklámokat.
A neon szerepet játszott az atomok természetének alapvető megértésében 1913-ban. Amikor Joseph John Thomson, az anódsugarak összetételére irányuló kutatása közben neonionok áramlatát terelte át mágneses és elektromos mezőn, majd megmérte az elhajlásukat az útjukba tett fotografikus lemezzel. Thomson két fényfoltot figyelt meg a fotografikus lemezen, amely két különböző eltérülési parabolára utalt. Thomson végül arra a következtetésre jutott, hogy a neongáz egyes atomjainak nagyobb volt a tömege, mint a többinek. Habár Thomson idejében még nem ismerték fel, de ez volt a stabil atomok izotópjainak első felfedezése. Ezt a felfedezést annak az eszköznek a nyers verziója tette lehetővé, amelyet ma tömegspektrométerként ismerünk.

## Izotópjai

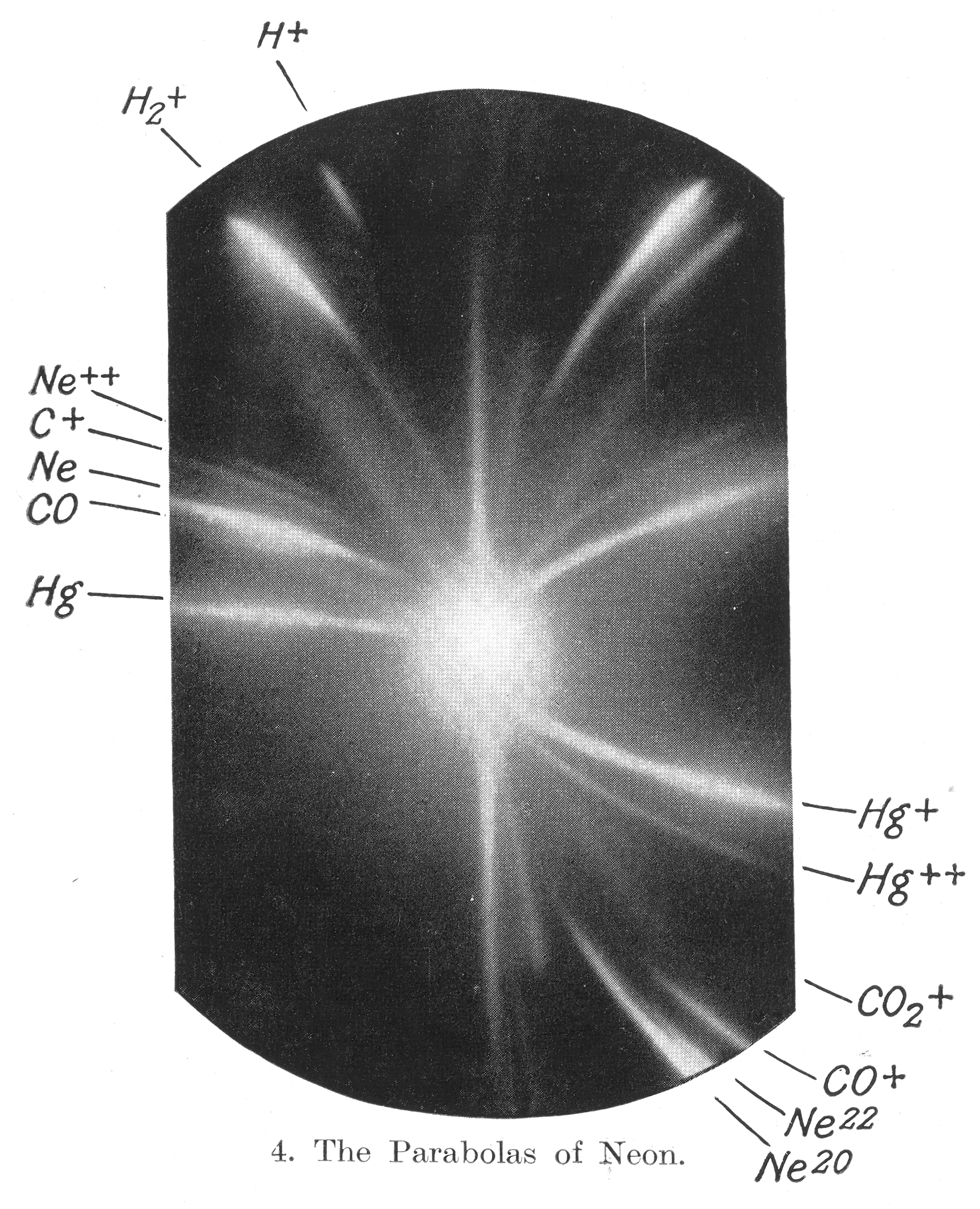
Az első bizonyíték egy stabil elem izotópjaira. J. J. Thomson fotografikus lemezének jobb alsó sarkában láthatóak a neon-20 és neon-22 izotópok elkülönülő becsapódási nyomai

A neon a második legkönnyebb inert gáz. A természetben három stabil izotópja létezik: 20Ne (90,48%); 21Ne (0,27%); 22Ne (9,25%). A 21Ne és a 22Ne izotóp részben primordiális, illetve részben nukleogén (azaz nuklidok neutronokkal, vagy egyéb a környezetükben lévő részecskékkel való nukleáris reakciói során keletkeztek) és a természetes előfordulásuktól való eltérés jól ismert. Ezzel szemben nem ismeretes, hogy a 20Ne (a csillagok nukleoszintézise során keletkezett legfőbb primordiális izotóp) nukleogén vagy radiogén lenne (kivéve a klaszterbomlást amelyről azt gondolják, hogy csak kis mennyiséget termel). A 20Ne izotóp földi előfordulásbeli eltérésének oka heves viták tárgyát képezi.
A legalapvetőbb magreakciók, amelyek a nukleogén neon izotópokat generálják, a 24Mg és 25Mg izotópokból indulnak, majd neutronbefogás és azonnali alfa-részecske kibocsátás után 21Ne és 22Ne izotópot képeznek. A neutronokat alfa-részecskék másodlagos felhasadása termeli, amazok pedig az urán bomlási sorából származnak. Ez végeredményben egy alacsonyabb 20Ne/22Ne és magasabb 21Ne/22Ne arányhoz vezet, mint ahogy azt urángazdag kőzetekben, például gránitban megfigyelték. A neon-21 emellett előállítható még olyan nukleogén reakciókban, amikor a 20Ne különböző természetes, földi neutron forrásokból származó neutront nyel el.
Ezen túlmenően, kozmikus sugárzásnak kitett földfelszíni kőzetek izotópos elemzése bebizonyította a 21Ne (azaz kozmogén) termelődését. Ez az izotóp magnézium, nátrium, szilícium és alumínium felhasadásos reakciója nyomán keletkezik. A három izotóp elemzése megállapította, hogy a kozmogén komponens magmás neonra és nukleogén neonra osztható fel. Ez arra utal, hogy a neon hasznos eszköz lesz annak meghatározására, hogy felszíni kőzetek és meteoritok mennyi ideig voltak kitéve kozmikus sugárzásnak.
A xenonhoz hasonlóan, neon tartalom figyelhető meg vulkáni gázokban; melyek a 22Ne-höz viszonyítva gazdagok 20Ne-ban és 21Ne-ben. A neon-izotóp tartalom a köpeny-eredetű mintákban nem légköri neon forrásra utal. A 20Ne dús összetevőket földi, exotikus, primordiális nemesgáz komponenseknek tulajdonítják, amely feltehetőleg szoláris neon. (A szoláris neon olyan neon, amely a Napban keletkezett, majd ion formában a napszéllel a Földre került.) Emelkedett 20Ne-tartalom található a gyémántokban; tovább utalva egy szolárisneon-tárolóra a Földön.

## Tulajdonságai

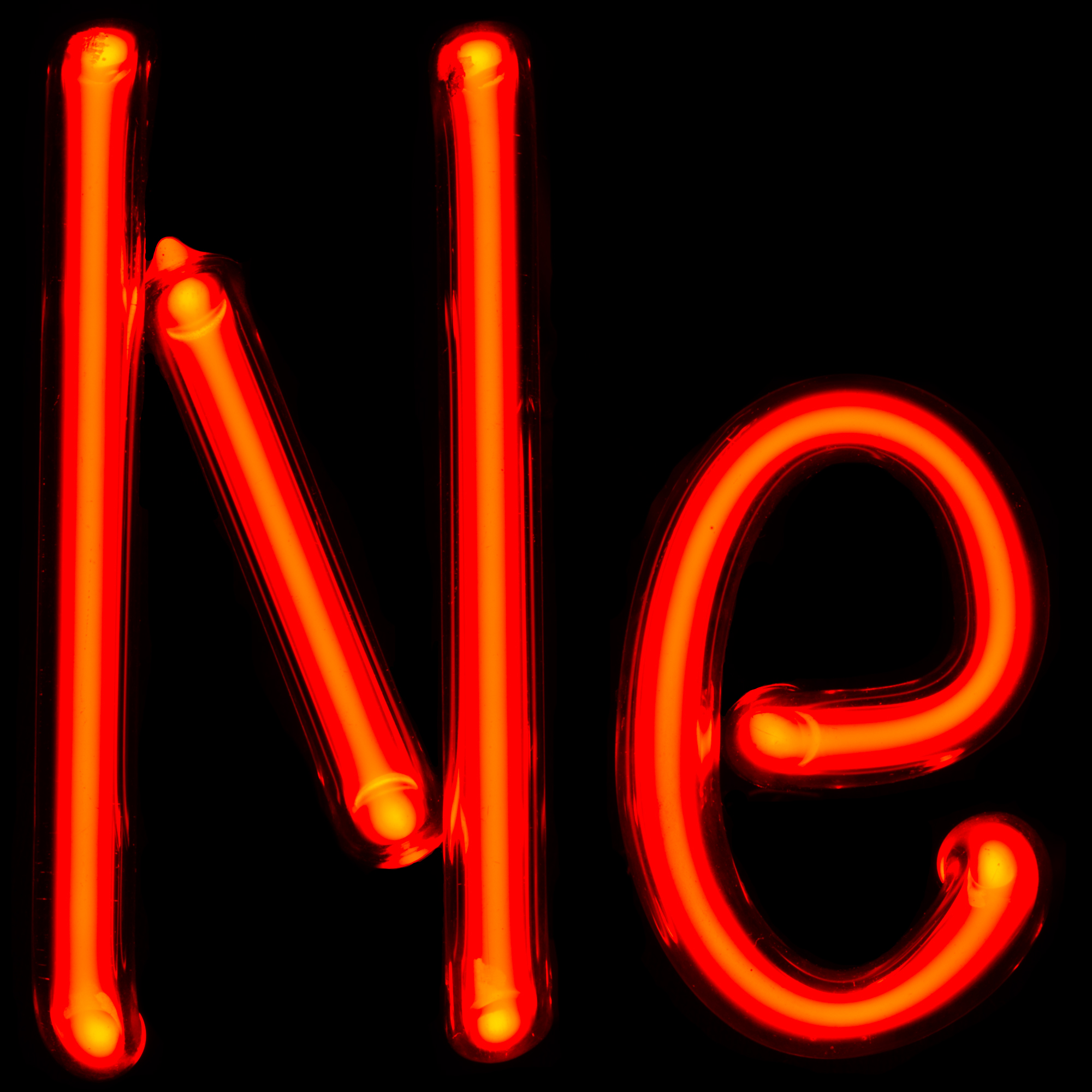
Gázkisüléses neon lámpa, a neon vegyjelét formálva

A neon a második legkönnyebb nemesgáz a hélium után. Atomos szerkezetű; megszilárdulva molekularácsban kristályosodik ki. Elektronszerkezete rendkívül stabil, ezért kémiai reakcióba nagyon nehezen lép. Kovalens kötés kialakítására telített vegyértékhéja miatt gyakorlatilag képtelen.
A neon a legszűkebb folyadéktartományú elem: 24,55 K–27,05 K (−248,45 °C és −245,95 °C). Egységnyi térfogatra vonatkoztatott hűtőteljesítménye több mint negyvenszerese a folyékony héliumnak, és háromszorosa a folyékony hidrogénnek.
Minden nemesgáz közül a neonplazmának van a legintenzívebb fénykibocsátása normál feszültségek és áramok mellett. Ennek a fénynek az átlagos színe az emberi szem számára a vörös-narancssárga, mivel ebben a tartományban számos emissziós vonal található; ezenfelül egy erős zöld emissziós vonala is van, amely rejtett, hacsak nem bontják fel a látható komponenseket spektroszkóp segítségével.
Két teljesen különböző neonvilágítás van használatban. A neon izzólámpák általában aprók, és általában 100-250 volton üzemelnek. Széles körben használták őket, mint bekapcsolásjelzők és az áramkörvizsgáló berendezésekben, de a fénykibocsátó diódák (LED-ek) dominálnak az ilyen területeken. Ezek az egyszerű neon-eszközök voltak az előfutárai a plazmakijelzőknek és plazmatelevízióknak. A neoncsövek általában sokkal magasabb feszültségen működnek (2-15 kilovolt), és a világító csövek általában méteres hosszúságúak. Az üvegből készült csövet gyakran alakítják valamilyen formára vagy betűre jelzésképpen, illetve az építészeti és művészeti alkalmazások számára.

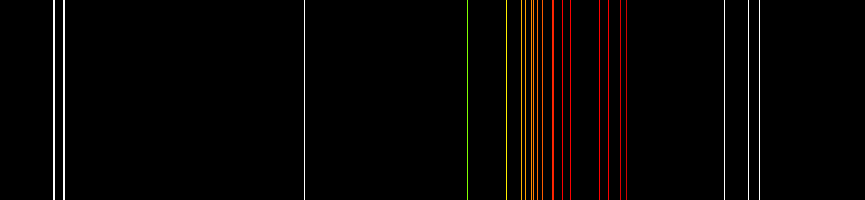
A neon spektruma, az ultraibolya (balra) és infravörös (jobbra) vonalakat fehérrel mutatva

## Előfordulása
A neon stabil izotópjai a csillagokban termelődnek. A neon-20 hélium és oxigén fúziója során keletkezik az alfa folyamatban, amely 100 megakelvin feletti hőmérsékletet és 3 naptömeg feletti tömeget követel meg.
A neon bőségesen fordul elő az univerzumban, tömegét figyelembe véve ez az ötödik leggyakoribb kémiai elem a világegyetemben, a hidrogén, a hélium, az oxigén és a szén után. A viszonylagos ritkasága a Földön annak köszönhető, hogy relatív könnyű, nagyon alacsony hőmérsékleten is magas a gőznyomása, és kémiailag semleges; azaz minden olyan tulajdonsága megvan, amely megóvja attól, hogy csapdába essen a kondenzációs gáz- és porfelhőkben, melyek a kisebb és melegebb szilárd bolygók (mint például a Föld) kialakulásához vezettek.
A neon egyatomos, ezért könnyebb, mint a Föld légkörének túlnyomó részét képező kétatomos nitrogén és oxigén molekulák; tehát egy neonnal teli léggömb felemelkedik a levegőben, bár egy héliumballonnál lassabban.
A neon a világegyetem tömegének 1/750-edét teszi ki; valamint a Nap, és a proto-szoláris csillagköd tömegének mintegy 1/600-adát. A Galileo űrszonda légköri szondája megállapította, hogy még a Jupiter felső légköre is neonban szegény; az előfordulása mintegy tízszer kisebb, azaz 1/6000-edet tesz ki (tömeg szerint). Ez arra utalhat, hogy még a jég-planetezimálok is – amelyek a neont a Jupiterre hozták a külső Naprendszerből – képesek olyan forró régiókat létrehozni, amelyek túl melegek a neon megtartásához (a nehezebb nemesgázok előfordulása a Jupiteren többszöröse a Napon való előfordulásuknak).
A neon a Földön nagyon ritka. A légkör térfogatának 1/55 000-edét (azaz 18,2 ppm), illetve a levegő tömegének 1/79 000-edét teszi ki. Kis mennyiségben a kéregben is megtalálható. Az iparban cseppfolyósított levegő kriogén frakcionált desztillációjával állítják elő.

## Felhasználása

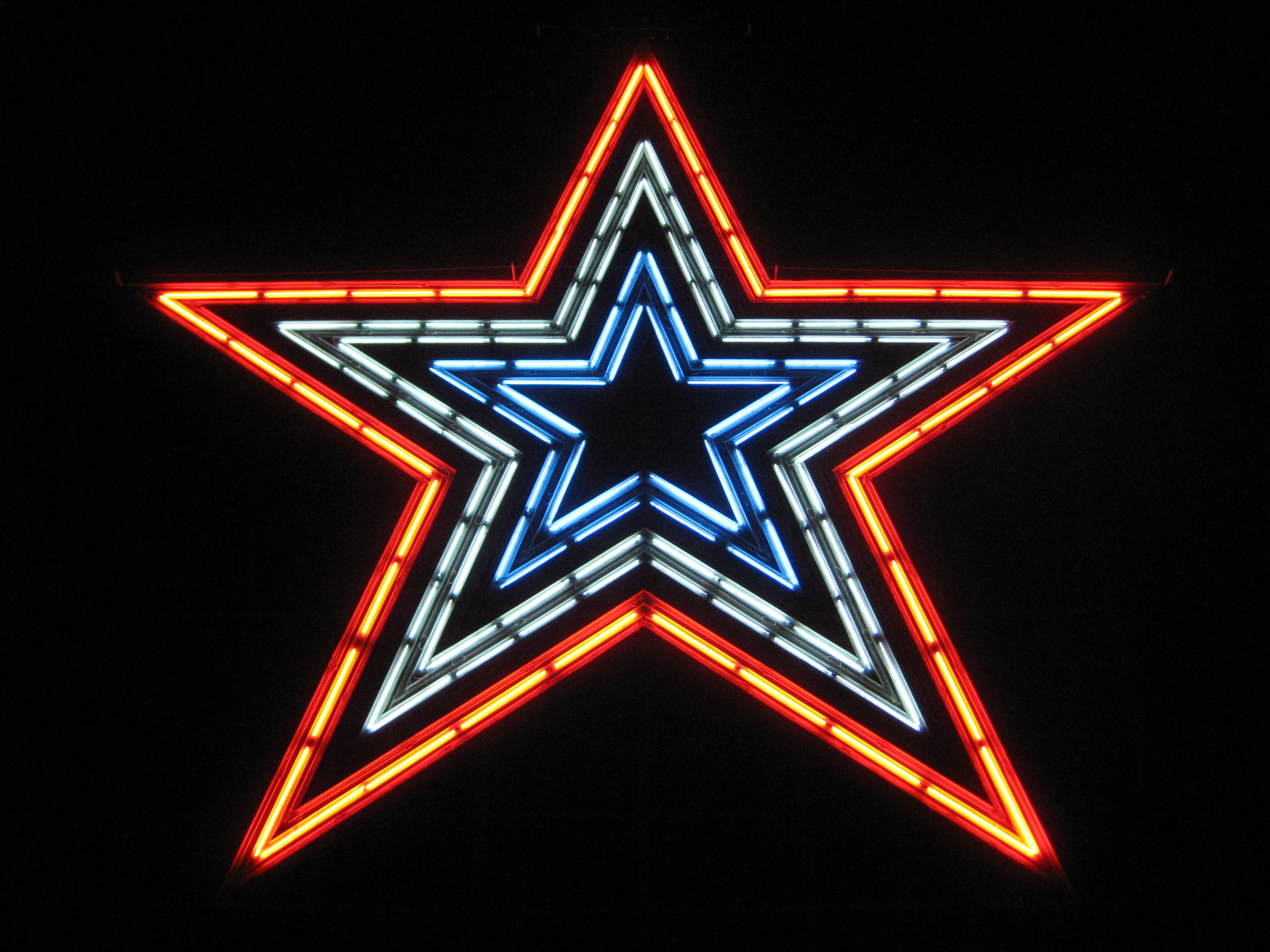
A „neoncsövekben” a neon helyett más nemesgázokat is használnak

A neont gyakran alkalmazzák a fényreklámokban, amely azok összetéveszthetetlen világos vöröses-narancs fényét adja. Habár még mindig neoncsőként emlegetik, minden más szín előállítása a többi nemesgáz vagy fluoreszkáló világítás segítségével történik.
A neont felhasználják az elektroncsövekben, a nagyfeszültségű mutatókban, villám-levezetőkben, televíziók képcsövében és a hélium-neon lézerekben. A cseppfolyósított neont a kereskedelemben felhasználják kriogén hűtőközegként azokban a berendezésekben, amelyek nem igénylik a hélium hűtőközeggel elérhető alacsonyabb hőmérsékleti tartományt.
A cseppfolyós és gáz halmazállapotú neon igen drága: kis mennyiségben a cseppfolyós neon ára a folyékony héliuménak több mint 55-szöröse lehet. A neon magas árának a ritkaság az oka, hiszen a héliummal ellentétben csak a levegőből nyerhető ki.
A neon hármaspontjának hőmérséklete (24,5561 K) az 1990-es Nemzetközi Hőmérsékleti Skála egyik alappontja (International Temperature Scale of 1990).

## Vegyületei

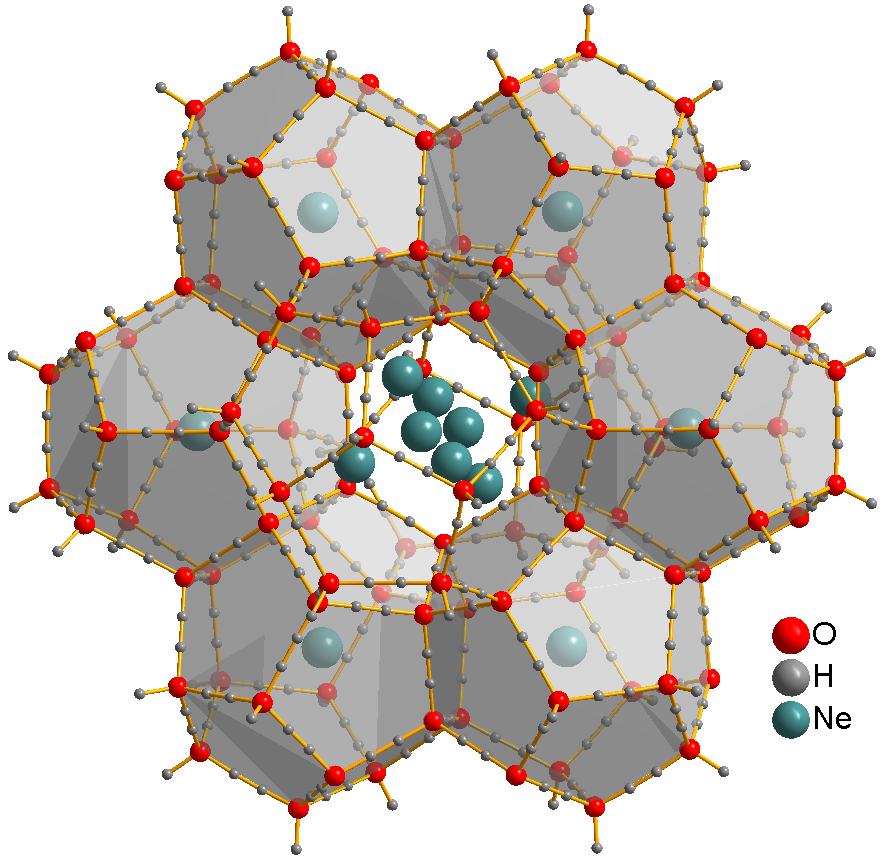
A neon-hidrát kristályszerkezete

A neon az első, p-mezőbe tartozó nemesgáz. Kémiailag semleges elem, nincs egyetlen ismert igazi vegyülete sem, habár a Ne+, (NeAr)+, (NeH)+ és (HeNe+) ionokat optikai és tömegspektrometriás tanulmányok már észlelték. Vízjégből és neongázból 0,35–0,48 GPa nyomáson, –30 °C körüli hőmérsékleten sikerült előállítani a neon klatrát hidrátját. A neonatomok és a vízmolekulák között nem alakulnak ki kovalens kötések, csak gyenge van der Waals-erők és így a neon viszonylag szabadon tud mozogni az anyagban. A szilárd klatrátból kivonható a neon, ha több napra vákuumkamrába helyezik, ekkor JégXVI, a kristályos víz legkisebb sűrűségű formája marad vissza.
A hagyományos Pauling-féle elektronegativitás skála a kémiai kötési energiákra épül és ezért nem értelmezhető a hélium és neon esetén. A pusztán a mérhető atomi energiákra épülő Allen-skála viszont a neont a legelektronegatívabb elemként azonosítja, nem sokkal a fluor és a hélium előtt.

## Fordítás
- Ez a szócikk részben vagy egészben  a   Neon című angol Wikipédia-szócikk ezen változatának fordításán alapul.  Az eredeti cikk szerkesztőit annak laptörténete sorolja fel. Ez a jelzés csupán a megfogalmazás eredetét és a szerzői jogokat jelzi, nem szolgál a cikkben szereplő információk forrásmegjelöléseként.